# 20 decembrie
ianuarie • februarie • martie  • aprilie  • mai  • iunie  • iulie  • august  • septembrie  • octombrie  • noiembrie  • decembrie
20 decembrie este a 354-a zi a calendarului gregorian și a 355-a zi în anii bisecți. Mai sunt 11 zile până la sfârșitul anului.

## Evenimente

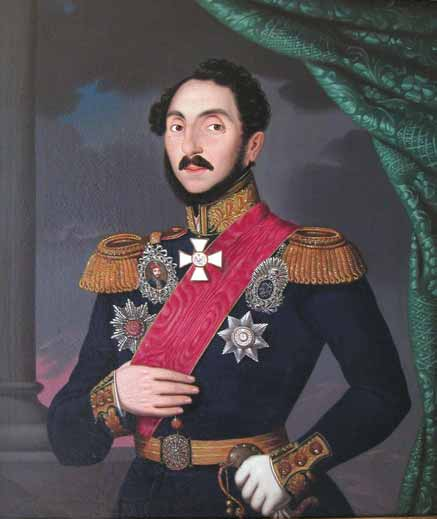
1842: Obșteasca Adunare Extraordinară a Țării Românești a ales ca domn pe Gheorghe Bibescu (foto).

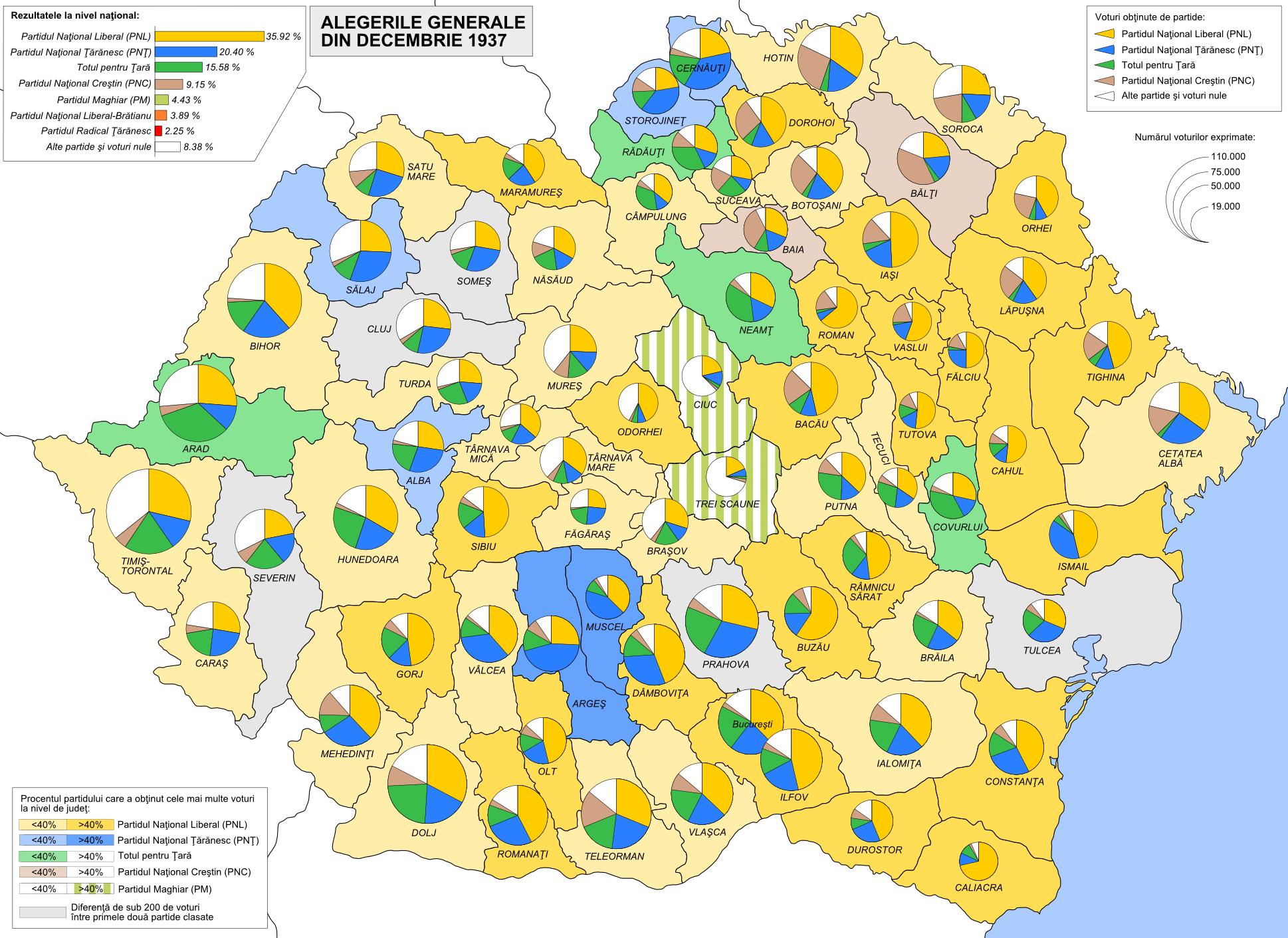
1937: Au loc alegeri parlamentare în România. Partidul Național Liberal câștigă alegerile cu 1.103.352 de voturi, pe al doilea loc fiind Partidul Național-Țărănesc cu 626.612 de voturi, iar pe al treilea loc Partidul Totul pentru Țară cu 478.368 de voturi. Regele Carol al II-lea demite guvernul liberal și îl numește premier pe Octavian Goga. Va fi ultimul guvern înainte de dictatura regală.

1946: Popularul film It's a Wonderful Life se lansează la New York.

- 1191: Prima atestare documentară a cetății Sibiului, într-un document emis de papa Celestin al III-lea.
- 1192: Richard I al Angliei este capturat și luat prizonier de Leopold al V-lea al Austriei în timp ce era în drum spre Anglia după ce a semnat tratatul cu Saladin care a încheiat cea de-a Treia Cruciadă.
- 1803: Statele Unite au cumpărat provincia Louisiana de la oficialii francezi, cu 15 milioane de dolari.
- 1842: Obșteasca Adunare Extraordinară a Țării Românești a ales ca domn pe Gheorghe Bibescu care a abdicat în iunie 1848.
- 1915: Prima audiție, la Ateneul Român din București, sub bagheta lui Dimitrie Dinicu, a primului poem simfonic românesc "Acteon" de Alfred Alessandrescu.
- 1917: Consiliul Comisarilor Poporului decretează înființarea Comisiei Extraordinare de Combatere a Contrarevoluției (CEKA), prima organizație de poliție secretă din epoca modernă; mai târziu, aceasta va purta o serie de denumiri, ultima fiind KGB.
- 1937: Au loc alegeri parlamentare în România. Partidul Național Liberal câștigă alegerile cu 1.103.352 de voturi, pe al doilea loc fiind Partidul Național-Țărănesc cu 626.612 de voturi, iar pe al treilea loc Partidul Totul pentru Țară cu 478.368 de voturi. Regele Carol al II-lea demite guvernul liberal și îl numește premier pe Octavian Goga. Va fi ultimul guvern înainte de dictatura regală.
- 1940: A fost deschisă prima autostradă din California.
- 1943: Incidentul Charlie Brown și Franz Stigler: un pilot german escortează bombardierul inamic grav avariat până deasupra Mării Nordului și salvează viața echipajului.
- 1946: Este etatizată Banca Națională a României, primul pas în preluarea controlului comunist asupra pârghiilor economice.
- 1946: Popularul film It's a Wonderful Life se lansează la New York.
- 1973: Este inaugurată noua clădire a Teatrului Național "I.L.Caragiale" din București.
- 1985: Papa Ioan Paul al II-lea anunță instituirea Zilei Mondiale a Tineretului.
- 1987: Feribotul de pasageri MV Doña Paz, care se îndrepta către capitala statului Filipine, s-a ciocnit cu  petrolierul Vector în strâmtoarea Tablas, în apropiere de Marinduque. Scufundarea navei a dus la pierderea a 4.341 de vieți omenești; doar 24 de persoane au supraviețuit. Este considerat cel mai mare dezastru maritim pe timp de pace.
- 1989: Nicolae Ceaușescu a calificat într-o intervenție televizată evenimentele de la Timișoara drept opera unor „huligani”, respectiv a unor „grupuri fasciste și antinaționale”.
- 1997: A avut loc premiera filmului La vita é bella (regia Roberto Benigni) distins, la Cannes, cu Marele Premiu al Juriului și cu trei Premii Oscar.
- 1999: Macao, care a fost timp de 442 de ani colonie portugheză, a revenit sub suveranitatea Republicii Populare Chineze, cu statutul de Regiune Administrativă Specială.
- 2000: Ion Iliescu a depus jurământul pentru un nou mandat de președinte al României.
- 2004: Traian Băsescu a depus primul jurământ de președinte al României.
- 2004: Un grup de hoți au furat 50 de milioane de dolari în lire sterline de la Banca Nordică din Belfast, Irlanda de Nord. Jaful este considerat unul dintre cele mai mari din istoria Regatului Unit.
- 2007: Elisabeta a II-a devine cel mai în vârstă monarh al Regatului Unit, surclasând-o pe regina Victoria, care a trăit 81 de ani, 7 luni și 29 de zile.

## Nașteri
- 1537: Ioan al III-lea al Suediei, rege suedez (d. 1592)
- 1494: Oronce Finé, matematician și cartograf francez (d. 1555)
- 1537: Ioan al III-lea al Suediei (d. 1592)
- 1648: Tommaso Ceva, poet și matematician italian (d. 1737)
- 1740: József Benkő, iluminist secui (d. 1814)
- 1784: Georg Wilhelm, principe elector de Brandenburg și duce al Prusiei (d. 1860)

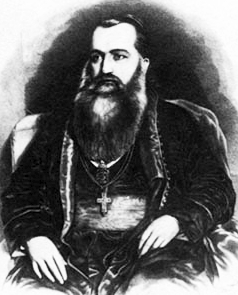
Andrei Șaguna, mitropolit român
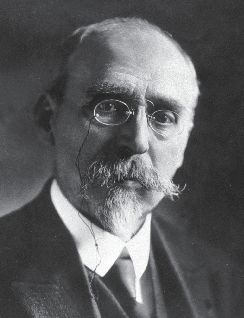
Ferdinand Buisson, pastor protestant francez
Ion Mincu, arhitect român

- 1808: Andrei Șaguna, mitropolit ortodox al românilor din Ardeal (d. 1873)
- 1838: Edwin Abbott Abbott, director de școală, teolog și scriitor (d. 1926)
- 1841: Ferdinand Buisson, academician, pastor protestant, pacifist și politician socialist francez, laureat Nobel (d. 1932)
- 1852: Ion Mincu, arhitect, întemeietorul școlii naționale românești de arhitectură  (d. 1912)
- 1861: Constantin Mille, gazetar și scriitor român (d. 1927)
- 1890: Jaroslav Heyrovský, chimist ceh, laureat Nobel (d. 1967)
- 1894: Robert Menzies, prim-ministru australian (d. 1978)
- 1889: Ion Iancovescu, actor român (d. 1966)
- 1902: George, Duce de Kent, fiu al regelui George al V-lea al Regatului Unit (d. 1942)
- 1915: Aziz Nesin, pedagog turc și scriitor (d. 1995)
- 1921: George Roy Hill, actor american, autor și regizor (d. 2002)
- 1924: Friederike Mayröcker, scriitoare austriacă (d. 2021)
- 1926: Otto Graf Lambsdorff, politician german (d. 2009)
- 1927: Kim Young-sam, politician sud-coreean (d. 2015)
- 1934: George Apostu, sculptor român (d. 1986)
- 1942: Jean-Claude Trichet, expert în finanțe francez și Președintele Băncii Centrale Europene
- 1943: Ruxandra Sireteanu, actriță română de teatru și film (d. 2014)
- 1946: Andrei Codrescu, eseist, poet și prozator evreu american de origine română
- 1947: Gigliola Cinquetti, cântăreață italiană

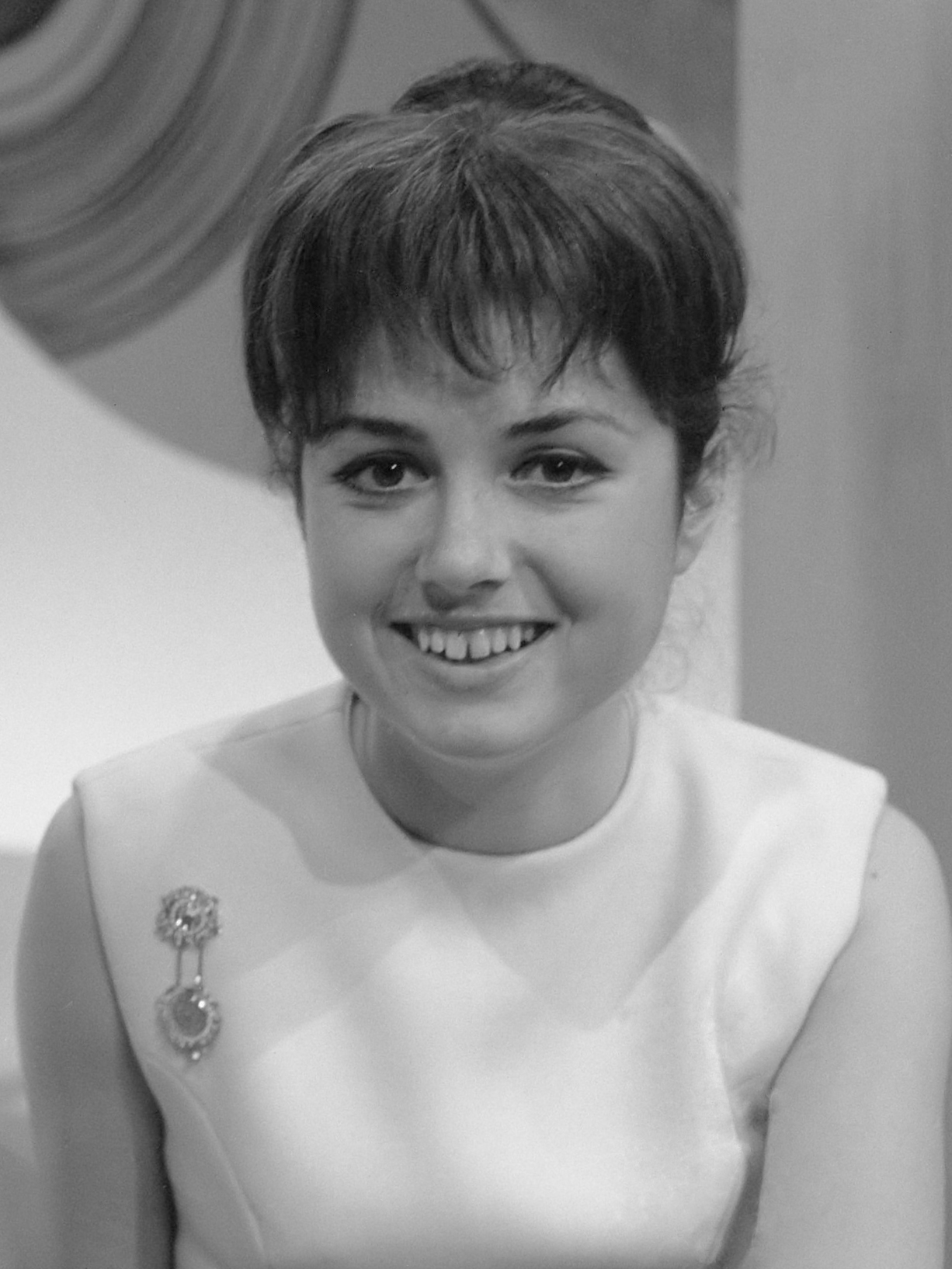
Gigliola Cinquetti, cântăreață italiană
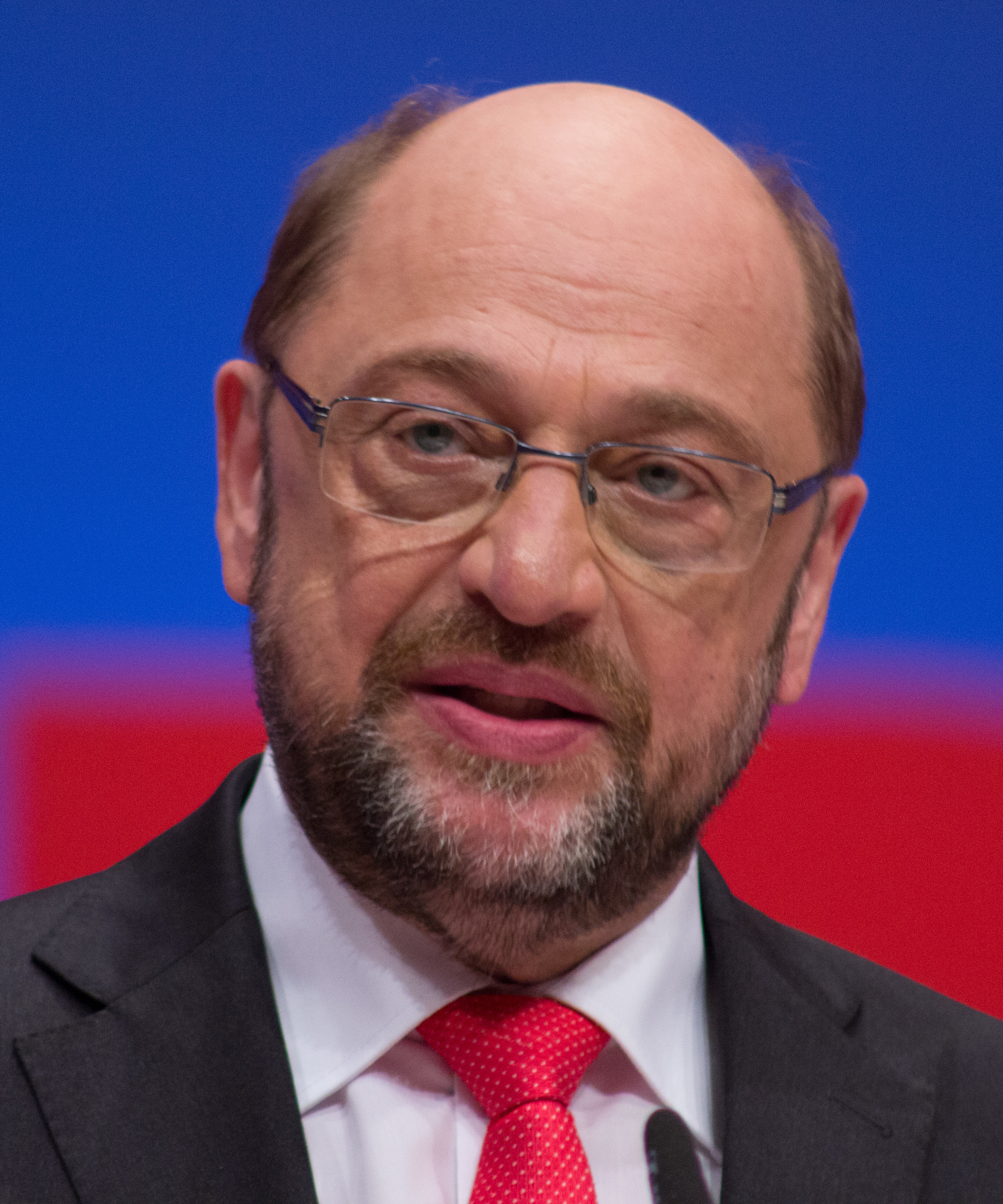
Martin Schulz, politician german
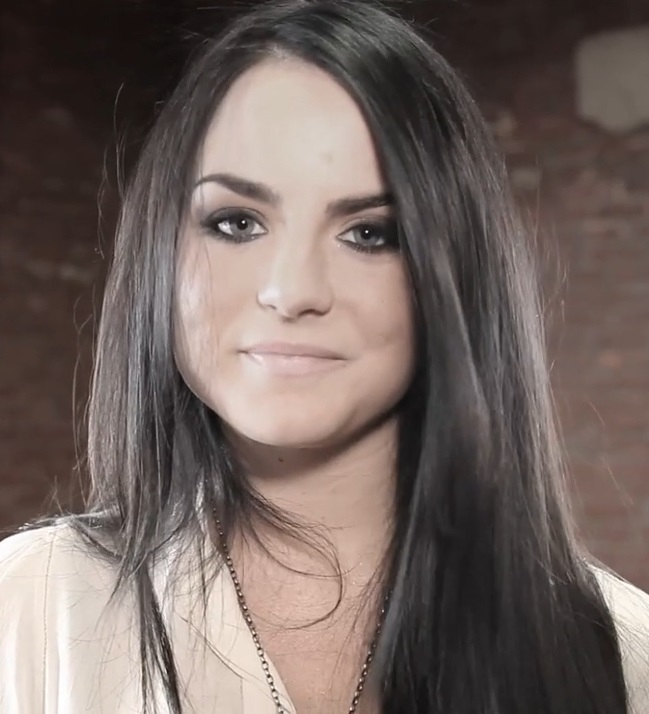
Joanna „JoJo” Levesque, cântăreață americană de muzică pop/R&B

- 1955: Martin Schulz, politician german
- 1957: Marian Râlea, actor român
- 1957: Mike Watt, muzician și producător american
- 1957: Anna Vissi, cântăreață greacă, originară din Cipru
- 1960: Kim Ki-duk, regizor, scenarist, producător de film sud-coreean (d. 2020)
- 1968: Karl Wendlinger, pilot austriac
- 1969: Alain de Botton, scriitor elvețian
- 1969: Nicușor Dan, activist civic și matematician român, inițiator și fost președinte al partidului Uniunea Salvați România (USR), președinte ales al României în urma alegerilor prezidențiale din mai 2025
- 1980: Ashley Cole, fotbalist englez
- 1980: Martín Demichelis, fotbalist argentinian
- 1990: Joanna „JoJo” Levesque, cântăreață americană de muzică pop/R&B
- 1994: Giulio Ciccone, ciclist italian
- 1998: Kylian Mbappé, fotbalist francez

## Decese
- 1590: Ambroise Paré, chirurg și anatomist francez (n. 1510)
- 1722: Împăratul Kangxi al Chinei (n. 1654)
- 1765: Ludovic, Delfin al Franței, tatăl regilor Ludovic al XVI-lea, Ludovic al XVIII-lea și Carol al X-lea (n. 1729)
- 1903: Kornél Ábrányi (tatăl), memorialist, muzicolog și compozitor maghiar (n.1822)
- 1915: Carl Locher, pictor danez (n. 1851)
- 1944: Nicolae Cartojan, academician, istoric literar, pedagog român (n. 1883)

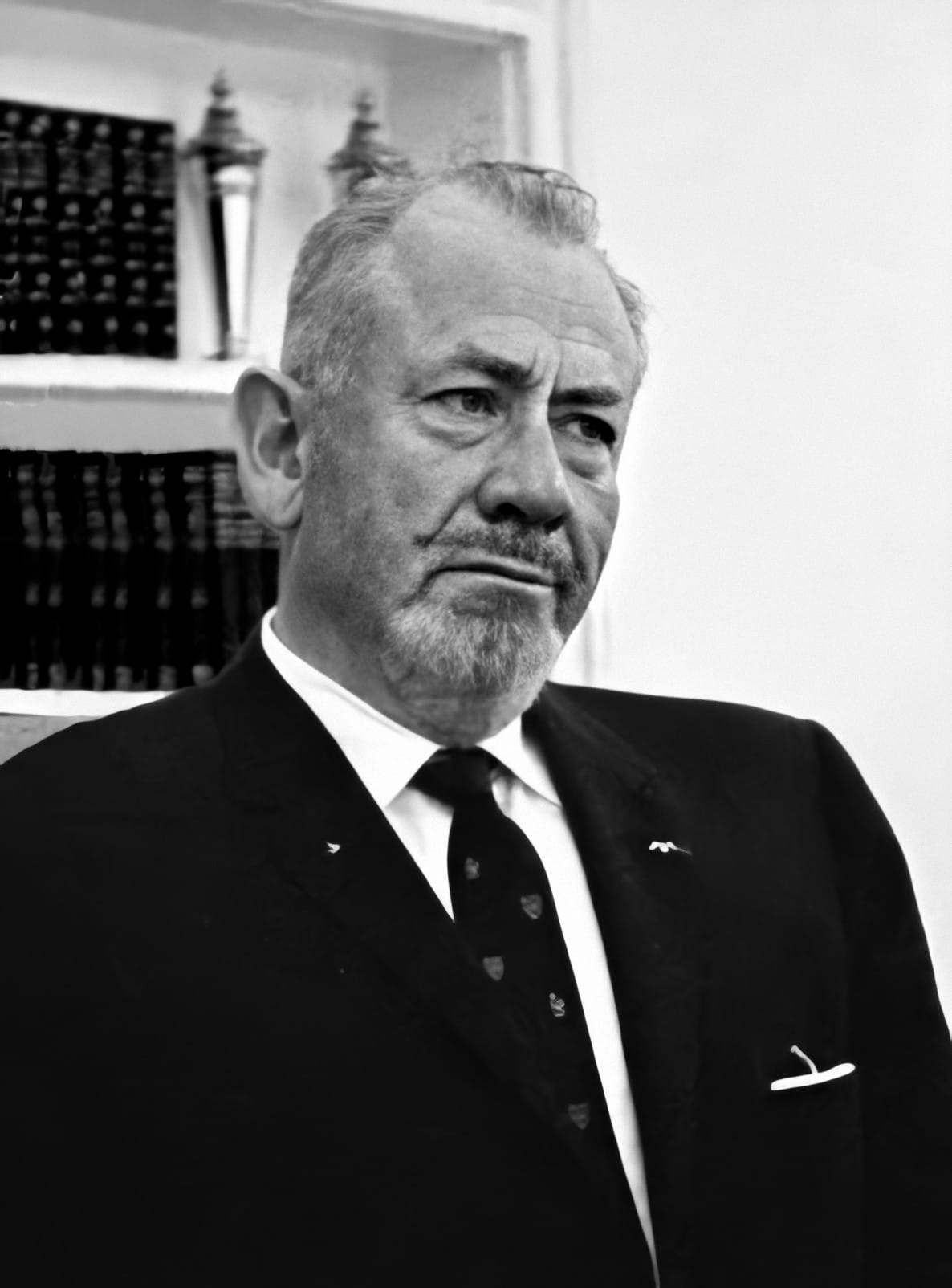
John Steinbeck, scriitor american, laureat Nobel
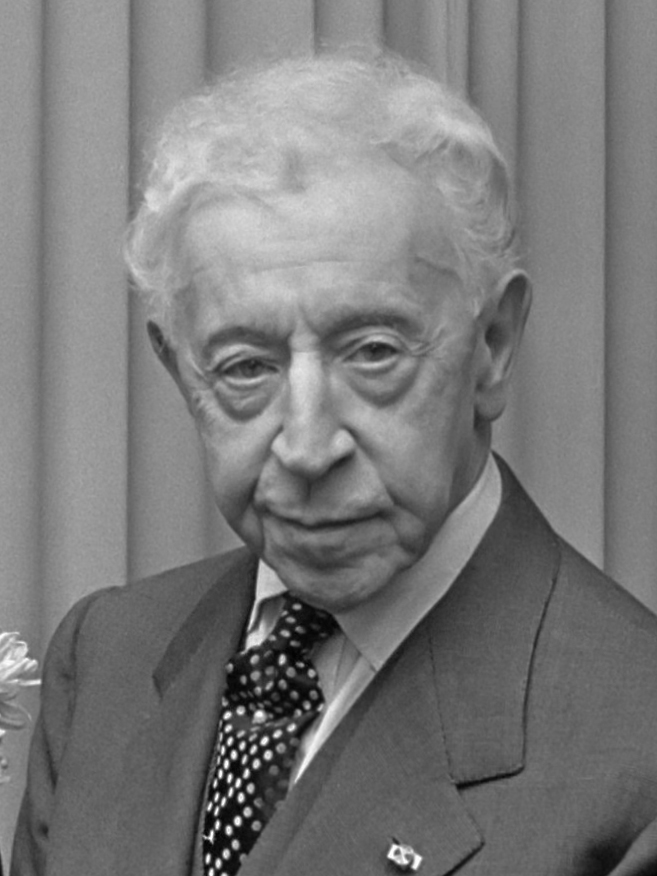
Arthur Rubinstein, compozitor și pianist polonezo-american
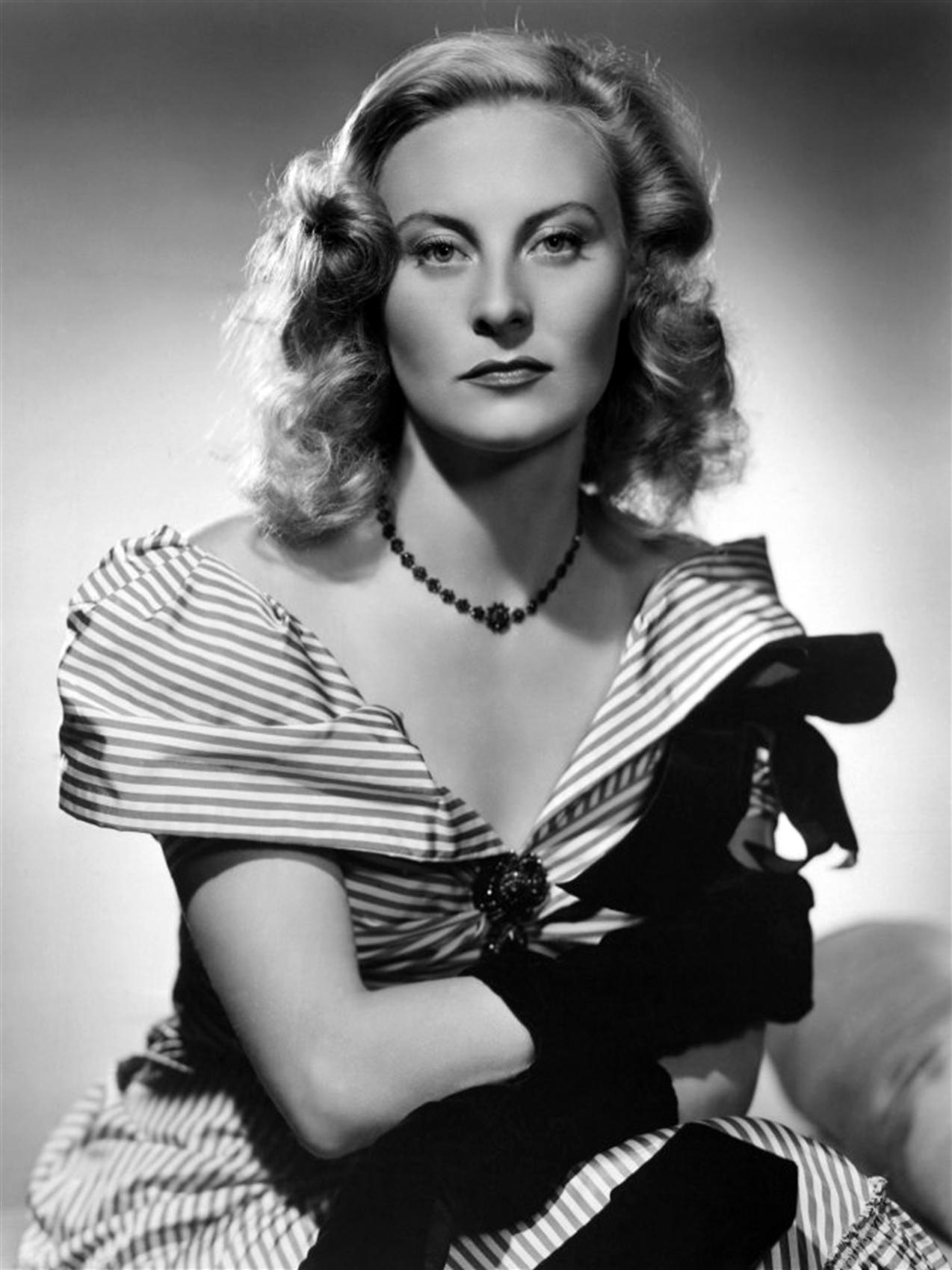
Michèle Morgan, actriță americană

- 1947: Luigi Chiarelli, dramaturg, critic de teatru și pictor italian (n. 1880)
- 1963: Paul Constantinescu, compozitor român (n. 1909)
- 1966: Mihail Sorbul, dramaturg român (n. 1885)
- 1968: John Steinbeck, scriitor american, laureat Nobel (n. 1902)
- 1973: Bobby Darin, cântăreț, compozitor și actor american (n. 1936)
- 1982: Arthur Rubinstein, compozitor și pianist american de origine poloneză (n. 1887)
- 1996: Carl Sagan, astronom american, scriitor (n. 1934)
- 1999: Valeriu Munteanu, filolog și lexicograf român (n. 1921)
- 2009: Brittany Murphy, actriță americană (n. 1977)
- 2009: Arnold Stang, actor american (n. 1918)
- 2014: Erzsébet Ádám, actriță română de etnie maghiară (n. 1947)
- 2016: Michèle Morgan, actriță americană (n. 1920)
- 2019: Roland Matthes, înotător german (n. 1950)
- 2021: Pierre Cassignard, actor francez (n. 1965)

## Sărbători
- Înainteprăznuirea Nașterii Domnului (calendar greco-catolic)
- Sfântul Ignatie al Antiohiei (calendar creștin-ortodox)
- Ss. Abraham, Isaac si Iacob (calendar romano-catolic)
- Katharina von Bora, soția lui Martin Luther (calendar evanghelic)